# 今津線
今津線（日语：／ Imazu sen */?）是由兵庫縣寶塚市寶塚站通往同縣西宮市今津站的阪急電鐵鐵道路線。本線經過許多住宅區，是一條通勤路線。其中西宮北口站以北稱為今津北線，以南稱為今津南線，南、北兩線之間軌道自1984年（昭和59年）以後即切斷，無法直接連通。本線正式起點雖在寶塚站，但在列車運行時「下行」為今津往寶塚方向，「上行」為寶塚往今津方向。
作家有川浩的小說《阪急電車》即是以本線作為舞台。

## 路線資料
- 路線距離（營業距離）：9.3公里
- 軌距：1435毫米
- 站數：10個（包括起終點站）
- 複線路段：全線
- 電氣化路段：全線電氣化（直流1500V）
- 閉塞方式：自動閉塞式
- 最高速度：80公里/小時
- 車輛基地：西宮車庫（日语：西宮車庫）

## 年表
- 1921年（大正10年）9月2日：寶塚車站 - 西宮北口車站開業，稱為西寶線，當時為單線區間。
- 1922年（大正11年）
  - 4月1日：全線複線化。
  - 6月1日：甲東園車站開業。
- 1923年（大正12年）12月28日：仁川車站開業。
- 1926年（大正15年）12月18日：西宮北口車站 - 今津車站開業，改稱今津線，至此路線全部完成。
- 1927年（昭和2年）5月10日：阪神國道車站開業。
- 1946年（昭和21年）12月13日：失控的今津線電車衝入阪神本線，滑至久壽川站停止。
- 1967年（昭和42年）10月8日：電車線電壓由600V提升至1500V。
- 1978年（昭和53年）3月10日：全線を軌道法に基づく軌道から地方鐵道法に基づく鐵道に変更。
- 1984年（昭和59年）3月25日：西宮北口車站內的十字交叉廢止，南、北線分離。
- 1990年（平成2年）
  - 3月：根據「都市計畫道路鳴尾御影東線立體事業」的阪神國道車站 - 今津車站間與今津站高架化完工。
  - 9月30日：因寶塚車站高架化工程，寶塚車站 - 寶塚南口車站間改以單線運轉。
- 1992年（平成4年）：今津（南）線2000系電車引退。
- 1993年（平成5年）
  - 5月23日：今津車站遷移，路線縮短0.2 km。
  - 7月18日：寶塚車站高架化完成，寶塚車站 - 寶塚南口車站間恢復複線運轉。
- 1995年（平成7年）
  - 1月17日：發生阪神・淡路大地震，全線中斷。
  - 1月23日：門戶厄神車站 - 西宮北口車站間（單線運行）與西宮北口車站 - 今津車站間恢復通車。
  - 1月30日：寶塚車站 - 仁川車站間恢復通車。
  - 2月5日：仁川車站 - 門戶厄神站間恢復通車，今津線全線恢復通車。
  - 12月16日：阪神國道車站 - 今津車站間下行線與今津車站高架化。
- 1997年（平成9年）7月26日：阪神國道車站 - 今津車站間上行線高架化。
- 1998年（平成10年）10月1日：西宮北口車站 - 今津車站間實施無人售票。
- 2006年（平成18年）10月28日：梅田至仁川下行之臨時急行列車中止。
- 2009年（平成21年）1月17日：因西宮北口車站附近高架化工程，西宮北口車站 - 阪神國道車站間部份改為單線，西宮北口車站8號線至5號線設置臨時月台。
- 2010年（平成22年）12月5日：西宮北口車站5號線月台高架化。西宮北口車站 - 今津車站全線高架化。西宮北口車站 - 阪神國道車站間速度提升（上行55km/h → 65 km/h、下行50km/h → 55 km/h），運行所需時間縮短。

## 車站列表
所有車站都位於兵庫縣。車站編號自2013年12月21日起引入。

### 今津（北）線
範例
●：停靠，｜：通過，｜↓：通過，↓：只限單方向運行
- 臨時急行：阪神賽馬舉辦時只限往大阪梅田運行。
- 準急：只限平日早上往大阪梅田運行。
- 普通：各站停車省略。
- 臨時急行、準急的西宮北口－大阪梅田間的停靠站參見「神戶本線」。

| HK-56        | 寶塚 （寶塚大劇場前）       |              |              | -            | 0.0          | ●                                        |                                          | 阪急電鐵： 寶塚本線 西日本旅客鐵道： 福知山線（JR寶塚線） | 寶塚市                                   |                                          |                                          |
| HK-28        | 寶塚南口 （寶塚酒店前）     |              |              | 0.9          | 0.9          | ●                                        |                                          |                                                           | 寶塚市                                   |                                          |                                          |
| HK-27        | 逆瀨川                      |              |              | 0.9          | 1.8          | ●                                        |                                          |                                                           | 寶塚市                                   |                                          |                                          |
| HK-26        | 小林                        |              |              | 1.0          | 2.8          | ●                                        |                                          |                                                           | 寶塚市                                   |                                          |                                          |
| HK-25        | 仁川 （阪神賽馬場前）       |              |              | 1.7          | 4.5          | ●                                        | ●                                        |                                                           | 寶塚市                                   |                                          |                                          |
| HK-24        | 甲東園                      |              |              | 0.9          | 5.4          | ●                                        | ｜                                       |                                                           | 西宮市                                   |                                          |                                          |
| HK-23        | 門戶厄神                    |              |              | 1.0          | 6.4          | ●                                        | ｜                                       |                                                           | 西宮市                                   |                                          |                                          |
| HK-08        | 西宮北口 （阪急西宮花園前） |              |              | 1.3          | 7.7          | ↓                                        | ｜                                       | 阪急電鐵： 神戶本線（一部直通）、今津（南）線             | 西宮市                                   |                                          |                                          |
| 直通運行路段 | 直通運行路段                | 直通運行路段 | 直通運行路段 | 直通運行路段 | 直通運行路段 | ○準急、臨時急行…直通至神戶本線大阪梅田站 | ○準急、臨時急行…直通至神戶本線大阪梅田站 | ○準急、臨時急行…直通至神戶本線大阪梅田站                  | ○準急、臨時急行…直通至神戶本線大阪梅田站 | ○準急、臨時急行…直通至神戶本線大阪梅田站 | ○準急、臨時急行…直通至神戶本線大阪梅田站 |

- 二戰時小林站－仁川站間曾設置鹿鹽站（日语：鹿塩駅）。

### 今津（南）線
累計營業距離自今津（北）線起計算。所有列車各站停車。
| 車站編號 | 中文站名                    | 日文站名 | 英文站名 | 站間營業距離 | 累計營業距離 | 接續路線                         | 所在地 |
| -------- | --------------------------- | -------- | -------- | ------------ | ------------ | -------------------------------- | ------ |
| HK-08    | 西宮北口 （阪急西宮花園前） |          |          | -            | 7.7          | 阪急電鐵：神戶本線、今津（北）線 | 西宮市 |
| HK-22    | 阪神國道                    |          |          | 0.9          | 8.6          |                                  | 西宮市 |
| HK-21    | 今津                        |          |          | 0.7          | 9.3          | 阪神電氣鐵道： 本線（HS16）      | 西宮市 |

## 關聯項目
- 阪急電鐵
- 神寶線